# Wheatcroft (Kentucky)
Wheatcroft és una població dels Estats Units a l'estat de Kentucky. Segons el cens del 2000 tenia 173 habitants.

## Demografia
Segons el cens del 2000, Wheatcroft tenia 173 habitants, 68 habitatges, i 49 famílies. La densitat de població era de 267,2 habitants/km².
Dels 68 habitatges en un 27,9% hi vivien nens de menys de 18 anys, en un 50% hi vivien parelles casades, en un 14,7% dones solteres, i en un 26,5% no eren unitats familiars. En el 25% dels habitatges hi vivien persones soles l'11,8% de les quals corresponia a persones de 65 anys o més que vivien soles. El nombre mitjà de persones vivint en cada habitatge era de 2,54 i el nombre mitjà de persones que vivien en cada família era de 2,98.
Per edats la població es repartia de la següent manera: un 25,4% tenia menys de 18 anys, un 8,7% entre 18 i 24, un 28,3% entre 25 i 44, un 25,4% de 45 a 60 i un 12,1% 65 anys o més.
L'edat mediana era de 38 anys. Per cada 100 dones de 18 o més anys hi havia 111,5 homes.
La renda mediana per habitatge era de 32.917 $ i la renda mediana per família de 29.583 $. Els homes tenien una renda mediana de 27.000 $ mentre que les dones 23.125 $. La renda per capita de la població era de 12.643 $. Entorn del 17% de les famílies i el 18,7% de la població estaven per davall del llindar de pobresa.

## Poblacions més properes
El següent diagrama mostra les poblacions més properes.